# Гаевка (Полтавская область)
Гаевка (укр. Гаївка) — село,
Горошинский сельский совет,
Семёновский район,
Полтавская область,
Украина.
Код КОАТУУ — 5324581502. Население по переписи 2001 года составляло 156 человек.

## Географическое положение
Село Гаевка находится на левом берегу реки Сула,
выше по течению на расстоянии в 3 км расположено село Старый Калкаев,
ниже по течению на расстоянии в 1 км расположено село Кукобы,
на противоположном берегу — село Чутовка (Оржицкий район).
Река в этом месте извилистая, образует лиманы, старицы (Видпильная) и заболоченные озёра.

## История
Село Гаевка образовано после 1945 года из Боганцы (х. Горошинский) и Мыщенки ( Меценков)

## Экономика
- Молочно-товарная ферма.